# Campionatul European de Atletism din 1958
A 6-a ediție a Campionatului European de Atletism s-a desfășurat între 19 și 24 august 1958 la Stockholm, Suedia. Au participat 627 de sportivi din 27 de țări.

## Stadion
Probele au avut loc pe Stadionul Olimpic din Stockholm. Acesta a fost construit în anul 1912 pentru Jocurile Olimpice de vară din 1912.

## Rezultate
RM - record mondial; RC - record al competiției; RE - record european; RN - record național; PB - cea mai bună performanță a carierei

### Masculin
| Probă sportivă       | Aur                                                                 | Aur           | Argint                                                                  | Argint    | Bronz                                                                       | Bronz      |
| 100 m                | Armin Hary (FRG)                                                    | 10,3 RC       | Manfred Germar (FRG)                                                    | 10,4      | Peter Radford (GBR)                                                         | 10,4       |
| 200 m                | Manfred Germar (FRG)                                                | 21,0          | David Segal (GBR)                                                       | 21,3      | Jocelyn Delecour (FRA)                                                      | 21,3       |
| 400 m                | John Wrighton (GBR)                                                 | 46,3 RC RN    | John Salisbury (GBR)                                                    | 46,5      | Karl-Friedrich Haas (FRG)                                                   | 47,0       |
| 800 m                | Mike Rawson (GBR)                                                   | 1:47,8        | Audun Boysen (NOR)                                                      | 1:47,9    | Paul Schmidt (FRG)                                                          | 1:47,9     |
| 1500 m               | Brian Hewson (GBR)                                                  | 3:41,9        | Dan Waern (SWE)                                                         | 3:42,1    | Ron Delany (IRL)                                                            | 3:42,3     |
| 5000 m               | Zdzisław Krzyszkowiak (POL)                                         | 13:53,4 RC    | Kazimierz Zimny (POL)                                                   | 13:55,2   | Gordon Pirie (GBR)                                                          | 14:01,6    |
| 10 000 m             | Zdzisław Krzyszkowiak (POL)                                         | 28:56,0 RC RN | Evgheni Jukov (URS)                                                     | 28:58,6   | Nikolai Pudov (URS)                                                         | 29:02,2    |
| Maraton              | Serghei Popov (URS)                                                 | 2:15:17,0 RM  | Ivan Filin (URS)                                                        | 2:20:50,6 | Frederick Norris (GBR)                                                      | 2:21:15,0  |
| 110 m garduri        | Martin Lauer (FRG)                                                  | 13,7 RC RE    | Stanko Lorger (YUG)                                                     | 14,1      | Anatoli Mihailov (URS)                                                      | 14,4       |
| 400 m garduri        | Iuri Lituev (URS)                                                   | 51,1          | Per-Ove Trollsås (SWE)                                                  | 51,6      | Bruno Galliker (SUI)                                                        | 51,8 RN    |
| 3000 m obstacole     | Jerzy Chromik (POL)                                                 | 8:38,2 RC     | Semion Rjișcin (URS)                                                    | 8:38,8    | Hans Huneke (FRG)                                                           | 8:43,6     |
| Ștafetă 4×100 m      | RFG Walter Mahlendorf Armin Hary Heinz Fütterer Manfred Germar      | 40,2 RC       | Regatul Unit Peter Radford Roy Sandstrom David Segal Adrian Breacker    | 40,2 RN   | Uniunea Sovietică Boris Tokarev Edvin Ozolin Iuri Konovalov Leonid Bartenev | 40,2       |
| Ștafetă 4×400 m      | Regatul Unit Ted Sampson John MacIsaac John Wrighton John Salisbury | 3:07,9 RC     | RFG Carl Kaufmann Manfred Poerschke Johannes Kaiser Karl-Friedrich Haas | 3:08,2    | Suedia Nils Holmberg Hans Lindgren Lennart Johnssson Alf Petersson          | 3:10,7 RN  |
| 20 km marș           | Stan Vickers (GBR)                                                  | 1:33:09,0 RC  | Leonid Spirin (URS)                                                     | 1:35:04,2 | Lennart Back (SWE)                                                          | 1:35:22,2  |
| 50 km marș           | Evgheni Maskinskov (URS)                                            | 4:17:15,4 RC  | Abdon Pamich (ITA)                                                      | 4:18:00,0 | Max Weber (GDR)                                                             | 4:19:58,6  |
| Săritura în înălțime | Rickard Dahl (SWE)                                                  | 2,12 m RC RN  | Jiří Lanský (TCH)                                                       | 2,10 m RN | Stig Pettersson (SWE)                                                       | 2,10 m     |
| Săritura cu prăjina  | Eeles Landström (FIN)                                               | 4,50 m =RC    | Manfred Preussger (GDR)                                                 | 4,50 m    | Vladimir Bulatov (URS)                                                      | 4,50 m     |
| Săritura în lungime  | Igor Ter-Ovanesean (URS)                                            | 7,81 m RC RN  | Kazimierz Kropidłowski (POL)                                            | 7,67 m    | Henryk Grabowski (POL)                                                      | 7,51 m     |
| Triplusalt           | Józef Schmidt (POL)                                                 | 16,43 m RC RN | Oleg Reakhovski (URS)                                                   | 16,02 m   | Vilhjálmur Einarsson (ISL)                                                  | 16,00 m    |
| Aruncarea greutății  | Arthur Rowe (GBR)                                                   | 17,78 m RC RE | Viktor Lipsnis (URS)                                                    | 17,47 m   | Jiří Skobla (TCH)                                                           | 17,12 m    |
| Aruncarea discului   | Edmund Piątkowski (POL)                                             | 53,92 m RC    | Todor Artarski (BUL)                                                    | 53,82 m   | Vladimir Truseniov (URS)                                                    | 53,74 m    |
| Aruncarea suliței}   | Janusz Sidło (POL)                                                  | 80,16 m RC RE | Egil Danielsen (NOR)                                                    | 78,27 m   | Gergely Kulcsár (HUN)                                                       | 75,25 m    |
| Aruncarea ciocanului | Tadeusz Rut (POL)                                                   | 64,78 m RC RN | Mihail Krivonosov (URS)                                                 | 63,78 m   | Gyula Zsivótzky (HUN)                                                       | 63,68 m RN |
| Decatlon             | Vasili Kuznețov (URS)                                               | 7865 RC       | Uno Palu (URS)                                                          | 7329      | Walter Meier (GDR)                                                          | 7249       |

## Clasament pe medalii
| Loc   | Țară              | Aur | Argint | Bronz | Total |
| ----- | ----------------- | --- | ------ | ----- | ----- |
| 1     | Uniunea Sovietică | 11  | 15     | 9     | 35    |
| 2     | Polonia           | 8   | 2      | 2     | 12    |
| 3     | Regatul Unit      | 7   | 5      | 5     | 17    |
| 4     | Germania          | 6   | 5      | 10    | 21    |
| 5     | Suedia            | 1   | 2      | 3     | 6     |
| 6     | Cehoslovacia      | 1   | 2      | 1     | 4     |
| 7     | Finlanda          | 1   | 0      | 0     | 1     |
| 7     | România           | 1   | 0      | 0     | 1     |
| 9     | Norvegia          | 0   | 2      | 0     | 2     |
| 10    | Bulgaria          | 0   | 1      | 0     | 1     |
| 10    | Italia            | 0   | 1      | 0     | 1     |
| 10    | Iugoslavia        | 0   | 1      | 0     | 1     |
| 13    | Ungaria           | 0   | 0      | 2     | 2     |
| 14    | Franța            | 0   | 0      | 1     | 1     |
| 14    | Elveția           | 0   | 0      | 1     | 1     |
| 14    | Irlanda           | 0   | 0      | 1     | 1     |
| 14    | Islanda           | 0   | 0      | 1     | 1     |
| Total | Total             | 36  | 36     | 36    | 108   |

Germania de Est și Germania de Vest au participat cu o echipă unificată. Calificarea a avut loc la Kassel.

## Participarea României la campionat
8 atleți au reprezentat România.
- Iolanda Balaș – înălțime - locul 1
- Ana Roth – greutate - locul 6
- Maria Diți – suliță - locul 7
- Nicolae Rășcănescu – ciocan - locul 11
- Traian Sudrigean – 400 m - locul 12
- Ilie Savel – 400 m garduri - locul 12
- Constantin Grecescu – 10 000 m - locul 16
- Georgeta Dumitrescu – 800 m - NS